# 朱鼐鈞 (代王)
代康王朱鼐鈞（1559年—1627年前），《明神宗實錄》作“朱鼎勻”，明朝第八代代王，恭王朱廷埼的庶第二子，母龔氏。

## 生平
朱鼐鈞在嘉靖三十八年（1559年）受封新寧王，隆慶六年（1572年）二月與胞弟永慶王朱鼐鈺為生母龔氏請得夫人封號。萬曆二十四年（1596年）襲封代王。天启七年（1627年）之前，朱鼐鈞去世，諡代康王。
朱鼐鈞妾室裴氏，是庶長子朱鼎渭生母，但並未按照宗藩要例被奏選為妾。裴氏去世後，朱鼐鈞將次妃張氏所生庶次子朱鼎莎以嫡子名義請封世子。此後朝廷官員幾番糾正，朱鼐鈞堅持如故，引發代藩世子案，直至朱鼎莎去世，朝廷明確冊立朱鼎渭為世子，方告結束。

## 妻妾
- 正妃边氏
- 次妃張氏，生庶次子朱鼎莎[4]，生子后由代康王贿赂请封为次妃
- 侍妾裴氏，边氏陪嫁，早边氏一年去世，生庶長子朱鼎渭[4]

## 子女
- 庶長子代莊王朱鼎渭，不被父親喜愛，弟弟朱鼎莎去世後繼立為世子，後襲封代王
- 庶次子朱鼎莎，由於父親朱鼐鈞溺愛，將他冒充嫡子，請封為世子，引發代藩世子之爭，後早卒，臨死前請求立兄長朱鼎渭為世子